# Бозел (Савоја)
Бозел (фр. Bozel) насеље је и општина у источној Француској у региону Рона-Алпи, у департману Савоја која припада префектури Албервил.
По подацима из 2011. године у општини је живело 2.023 становника, а густина насељености је износила 70,24 становника/km². Општина се простире на површини од 28,8 km². Налази се на средњој надморској висини од 861 метар (максималној 2.589 m, а минималној 746 m).

## Демографија
| 1962. | 1968. | 1975. | 1982. | 1990. | 1999. | 2011. |
| ----- | ----- | ----- | ----- | ----- | ----- | ----- |
| 1.329 | 1.380 | 1.344 | 1.504 | 1.690 | 1.854 | 2.023 |

График промене броја становника у току последњих година